# Richard Wünsch
Richard Wünsch (Wiesbaden, 1º giugno 1869 – Iłża, 17 maggio 1915) è stato un filologo classico tedesco.

## Biografia
Studiò filologia classica all'Università di Marburgo, conseguendo il dottorato nel 1893. Dopo la laurea, trascorse due anni in un lungo viaggio di studio a Parigi, in Spagna, in Italia e in Grecia. Ottenne la sua abilitazione a Breslavia e nel 1902 fu nominato professore di filologia classica all'Università di Giessen. Successivamente fu professore nelle università di Königsberg (dal 1907) e Münster (dal 1913). Morì durante la prima guerra mondiale a Iłża, mentre prestava servizio come capobattaglione.

## Opere principali
- De Taciti Germaniae codicibus Germanicis, 1893.
- Sethianische Verfluchungstafeln aus Rom, 1898.
- Ioannis Laurentii Lydi liber de mensibus 1898.
- Das Frühlingsfest der Insel Malta, 1902.
- Antikes Zaubergerät aus Pergamon, 1905.
- Antike Fluchtafeln, 1907.
- Aus einem griechischen Zauberpapyrus, 1911.[3]

Editore:
- Eine Mithrasliturgie (di Albrecht Dieterich; 2ª edizione di Wünsch, 1910).
- Mutter Erde : ein Versuch über Volksreligion (di Albrecht Dieterich; 2ª edizione di Wünsch in 1913).[4]